# Rudolf Freytag
Rudolf Freytag (* 22. November 1879 in Regensburg; † 6. September 1959 ebenda) war ein deutscher Archivar.

## Leben
Freytag war der Sohn des Magistratssekretärs Friedrich Freytag und dessen Frau Walburga. Nach dem Abitur am Alten Gymnasium in Regensburg studierte er von 1898 bis 1902 in München Klassische Philologie und Geschichte. Nach dem Staatsexamen wurde er zunächst Praktikant am Alten Gymnasium in Regensburg und 1903 Lehrer am Redemptoristen-Gymnasium in Gars am Inn. 1904 bis 1912 war er als Privatlehrer des Erbprinzen Franz Joseph von Thurn und Taxis tätig. Im Jahr 1907 wurde er in München in Klassischer Philologie promoviert.
1912 trat er als Archivassessor in den Fürstlich Thurn- und Taxis’schen Archiv- und Bibliotheksdienst ein und wurde 1915 Archivrat, 1921 Oberarchivrat und leitete das fürstliche Archiv und die Bibliothek. Von 1915 bis 1918 leistete er Dienst im Ersten Weltkrieg und erhielt das Eiserne Kreuz I. und II. Klasse sowie den Bayerischen Militärverdienstorden. Im Juni 1946 trat er in den Ruhestand. Im Jahr 1956 wurde er mit der Albertus-Magnus-Medaille der Stadt Regensburg geehrt.

## Schriften (Auswahl)
Er publizierte zur Geschichte der von den Thurn und Taxis betriebenen Kaiserlichen Reichspost, der privaten Thurn-und-Taxis-Post, zur Geschichte des Hauses Thurn und Taxis sowie zur Geschichte der Stadt Regensburg.
- Über die Parenthesen in den Reden des Demosthenes. G. J. Manz, Regensburg 1907 (archive.org Zugleich Dissertation an der Universität München, mit kurzem Lebenslauf).
- Ahnentafel Seiner Durchlaucht des Erbprinzen von Thurn und Taxis zu 64 Ahnen Nach gedruckten Quellen und Archivalien. Regensburg 1920 (1 Blatt).
- Die Kupferstecherfamilie Fridrich. In: Zeitschrift des Deutschen Vereins für Buchwesen und Schrifttum 4, 1921, S. 78–87.
- Geheimer Archivrat Dr. Joseph Rübsam. Ein Nachruf, verbunden mit der Zusammenstellung seiner postgeschichtlichen Abhandlungen und Aufsätze.In: Archiv für Postgeschichte in Bayern 2, 1927.
- Der Regensburger Kasperl. 6 lustige Stückl für kloane Leut und große Kinda. J. Habbel, Regensburg 1948.
- Postgeschichtliche Dokumente des Fürstlich Thurn und Taxisschen Zentralarchivs zu Regensburg (1504 - 1909) auf der Internationalen Ausstellung für Buchgewerbe und Graphik zu Leipzig 1914. Wein, Cham 1914 (Digitalisat).